# Fair Haven (Vermont)
Pour les articles homonymes, voir Fair Haven.
Fair Haven est une ville du comté de Rutland, dans l’État du Vermont, au nord-est des États-Unis. Sa population était de 2734 habitants au recensement de 2010.